# Église Saint-Pierre-ès-Liens de Médis
Pour les articles homonymes, voir Église Saint-Pierre-ès-Liens.
L'église Saint-Pierre-ès-Liens est une église paroissiale située à Médis, dans le département français de la Charente-Maritime et le diocèse de La Rochelle et Saintes. 
Cet édifice massif, édifié à partir du XIIe siècle, doit son aspect hétéroclite à plusieurs campagnes de reconstructions menées aux XVIIe et XIXe siècles. L'église fait l’objet d’un classement au titre des monuments historiques depuis le 13 janvier 1946.

## Histoire
Siège d'un prieuré dépendant à l'origine de l'abbaye aux Dames de Saintes, puis du chapitre de Saint-Eutrope, l'église de Médis est citée dans le cartulaire de l'abbaye Saint-Étienne de Vaux en 1098. Les travées occidentales et la façade, caractéristiques du style roman saintongeais, sont achevées en 1103. Le chœur est reconstruit à une date indéterminée suivant les principes de l'architecture gothique.
En 1548, Anne de Montmorency prend en main la répression de la jacquerie des pitauds, qui vient de secouer une bonne partie de la Saintonge. Les cloches des églises ayant sonné la révolte sont confisquées. Les paroissiens de Médis doivent ainsi apporter les cloches de leur église au château de Royan.
Les progrès de la Réforme font qu'en 1563, la messe n'est plus célébrée. En 1565, la cure est démolie et l'église sérieusement endommagée. En 1611, le curé Millaud et le prieur Maurisse peinent à trouver un logement de fonction, la cure n'ayant pas été reconstruite. L'église est reconstruite à l'économie dans la seconde moitié du XVIIe siècle, au point qu'un siècle plus tard, l'édifice menace de nouveau ruine. À cette époque, on ne dit la messe que dans le chœur, accessible alors par une petite porte située à proximité de la crypte (traces encore visibles) et qui fut murée ultérieurement. La nef, délabrée, sert quant à elle de... dépotoir, habitude interdite en 1849 seulement.
En 1836, il devient indispensable d'entamer une campagne de restauration, mais le conseil municipal se déclare incapable de financer seul les travaux. Le ministère des cultes octroie une subvention de 704 francs pour parer au plus urgent. La restauration proprement dite débute plus de vingt ans plus tard, en 1858. La nef et la façade sont reconstruites. En 1861, le clocher carré, qui s'élevait alors à la croisée du transept, est abattu, non sans d'amères protestations du curé Lacurie, qui blâme une « excessive reconstruction, faute impardonnable ». Un pignon sommé d'un clocheton vient prolonger la façade, modifiant sensiblement son aspect.
L'église est de nouveau endommagée pendant la Seconde Guerre mondiale. Les voûtes de la nef et du croisillon nord sont crevées par des bombes, et la plupart des vitraux sont brisés. Cette situation fait que jusqu'en 1946, les offices sont célébrés dans la crypte. Une nouvelle campagne de restauration est menée jusqu'en 1950. En 1986, le conseil municipal vote une subvention afin de réparer la toiture de l'église.

## Architecture
L'architecture hétéroclite de l'église de Médis s'explique par son histoire mouvementée. La façade, du XIIe siècle, conserve un portail en plein cintre encadré par deux arcades aveugles. L'ensemble est richement orné de motifs végétaux (palmettes, roses, entrelacs), géométriques (damiers) ou animaliers (oiseaux, agneaux, animaux fantastiques issus du bestiaire médiéval). La partie supérieure date de 1858. Elle se compose d'un pignon surmonté d'un campanile.
La nef, qui conserve sa structure romane, est rythmée de grandes arcades aveugles reposant sur des piliers aux chapiteaux nus. La voûte, en berceau brisé, est portée par de grands arcs doubleaux. Le chœur, légèrement surhaussé, est établi sur une crypte aux dimensions assez modestes, couverte d'une voûte en ogive. Divisé en deux travées couvertes de croisées d'ogives, il est éclairé par une grande baie formée de deux lancettes portant un oculus.
S'il semble établi que les prêtres et les seigneurs de Médis étaient autrefois inhumés dans le sanctuaire, on a perdu la trace de leurs sépultures.

## Pour approfondir